# Moodie Cove
Moodie Cove – zatoka (cove) zatoki Pictou Harbour w kanadyjskiej prowincji Nowa Szkocja, w hrabstwie Pictou; nazwa urzędowo zatwierdzona 8 listopada 1948.